# HD174959
HD174959 — хімічно пекулярна зоря спектрального класу B6, що має видиму зоряну величину в смузі V приблизно  6,1.
Вона  розташована на відстані близько 1120,8 світлових років від Сонця.

## Пекулярний хімічний склад
Зоряна атмосфера HD174959 має підвищений вміст 
Si
.